# تعرف الوجوه

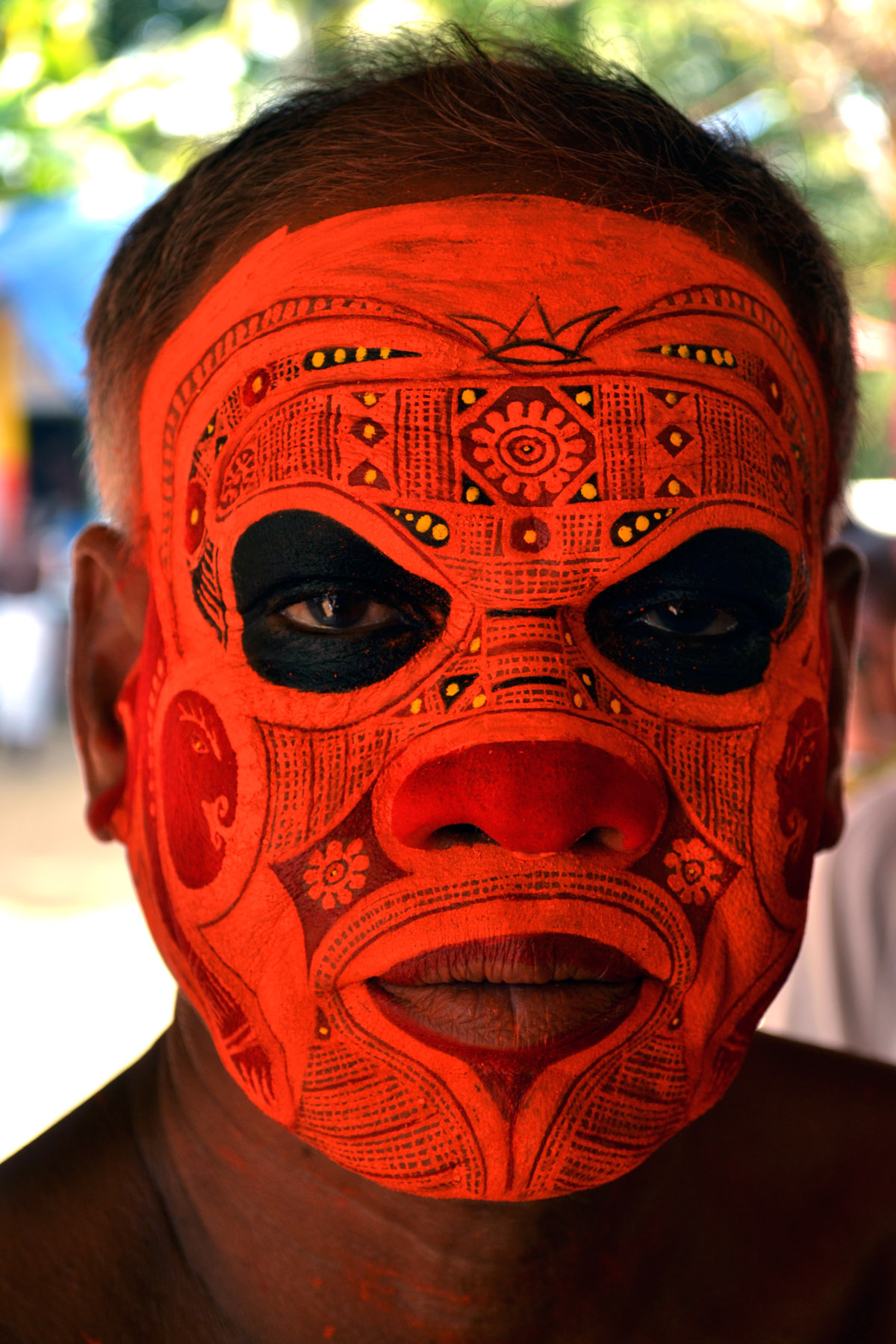
وجه رجل بالغ مغطى بالمكياج

إدراك ملامح الوجه أو إدراك الوجه أو الإدراك الحسي للوجه هو فهم الفرد وتفسيره للوجه. وهنا، يشير الإدراك إلى وجود الوعي، وبالتالي يستبعد منه أنظمة التعرف على الوجه الآلية. على الرغم من وجود التعرف على الوجه في أنواع أخرى، ولكن تركز هذه المقالة على إدراك الوجه عند البشر.
يعد إدراك ملامح الوجه جزءًا مهمًا من الإدراك الاجتماعي. وتساعد المعلومات التي تجمع من وجوه الأشخاص على فهم هوية بعضهم البعض، وما يفكرون فيه ويشعرون به، وتوقع أفعالهم، والتعرف على عواطفهم، وبناء الروابط، والتواصل من خلال لغة الجسد. إن القدرة على إدراك الهوية والمزاج والعمر والجنس والعرق تتيح للناس تشكيل الطريقة التي يتفاعلوا بها مع بعضهم البعض، وفهم محيطهم المباشر. على الرغم من أن إدراك الوجه يعتبر أساسًا نابعًا من الرؤية البصرية، فقد أظهرت الدراسات أنه حتى الأشخاص المولودين مكفوفين يمكنهم تعلم إدراك الوجه دون رؤية. وقد دعمت الدراسات فكرة وجود آلية متخصصة لإدراك الوجوه.

## ملخص
لقد جاءت النظريات حول العمليات التي تنطوي عليها عملية إدراك وجوه البالغين إلى حد كبير من مصدرين؛ البحث عن إدراك الوجه الطبيعي لدى البالغين ودراسة الضعف في إدراك الوجه الناتج عن تلف الدماغ أو الاضطراب العصبي.

### نموذج بروس ويونغ

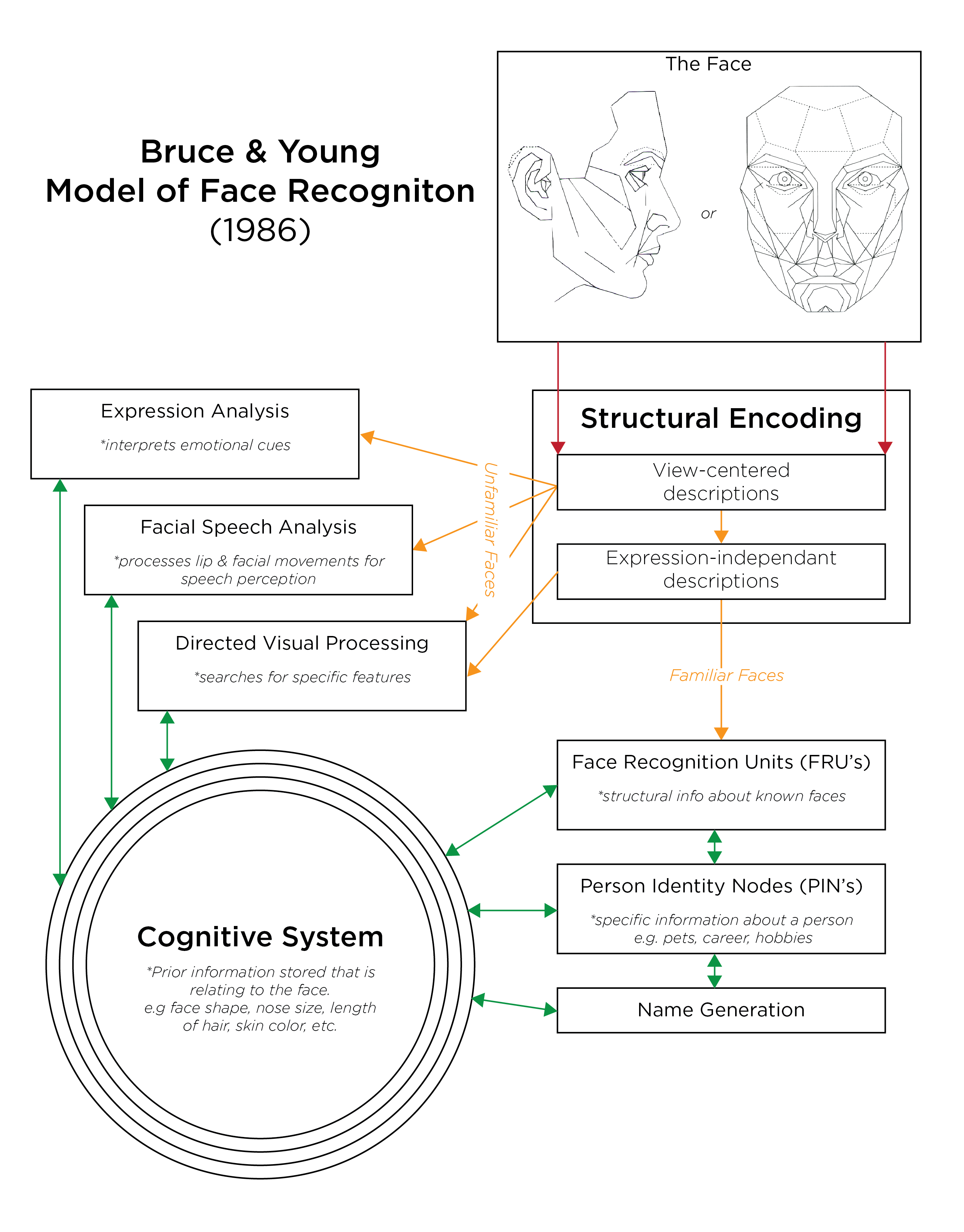
نموذج بروس ويونغ للتعرف على الوجوه، 1986

تقول إحدى النظريات الأكثر قبولًا على نطاق واسع حول إدراك الوجه أن فهم الوجوه يتضمن عدة مراحل: بدءًا من التلاعب الإدراكي الأساسي بالمعلومات الحسية لاستخلاص تفاصيل عن الشخص (مثل العمر أو الجنس)، إلى القدرة على تذكر تفاصيل ذات معنى مثل أسمائهم وأي تجارب سابقة ذات صلة للفرد. وهذا النموذج، الذي طورته فيكي بروس وأندرو يونغ في عام 1986، حيث يروا أن إدراك الوجه يتضمن عمليات فرعية مستقلة تعمل في انسجام تام.
1. يشتق "الوصف المتمحور حول العرض" من المدخلات الإدراكية. تُستخدم الجوانب الجسدية البسيطة للوجه لتحديد العمر أو الجنس أو تعبيرات الوجه الأساسية. تتم معظم التحليلات في هذه المرحلة على أساس كل ميزة على حدة.
2. تُستخدم هذه المعلومات الأولية لإنشاء نموذج هيكلي للوجه، مما يسمح بمقارنته مع الوجوه الأخرى في الذاكرة. وهذا يفسر سبب إمكانية التعرف على نفس الشخص من زاوية جديدة (انظر تأثير تاتشر).
3. يُنقل التمثيل المشفر هيكليا إلى "وحدات التعرف على الوجه" النظرية التي تستخدم مع "عقد الهوية الشخصية" لتحديد هوية الشخص من خلال المعلومات من الذاكرة الدلالية.

### إصابات الدماغ المؤلمة والأمراض العصبية
بعد تلف الدماغ، يمكن أن تبدو الوجوه مشوهة بشدة. ويمكن أن تحدث مجموعة واسعة من التشوهات - يمكن أن تتدلى الملامح، أو تكبر، أو يتغير لونها، أو يمكن أن يبدو الوجه بأكمله وكأنه يتغير بالنسبة للرأس. تُعرف هذه الحالة باسم تشوه المرئيات الوجهي (PMO). ويمكن أن يشمل إدراك تعبيرات الوجه العديد من مناطق الدماغ، كما أن إتلاف أجزاء معينة من الدماغ يمكن أن يسبب ضعفًا محددًا في قدرة الشخص على إدراك الوجه. كما ذكرنا سابقًا، ساعدت الأبحاث حول الإعاقات الناجمة عن تلف الدماغ أو الأمراض العصبية في تطوير فهمنا للعمليات المعرفية. لقد كانت دراسة عمى التعرف على الوجوه (وهو ضعف في التعرف على الوجوه يحدث عادةً بسبب إصابة الدماغ) مفيدة بشكل خاص في فهم كيفية عمل الإدراك الطبيعي للوجه. قد يختلف الأفراد المصابون بعمى التعرف على الوجوه في قدراتهم على فهم الوجوه، وقد كان التحقيق في هذه الاختلافات هو الذي اقترح أن العديد من نظريات المراحل قد تكون صحيحة.
تُظهر دراسات تصوير الدماغ عادةً قدرًا كبيرًا من النشاط في منطقة من الفص الصدغي تُعرف باسم التلفيف المغزلي، وهي منطقة معروفة أيضًا بأنها تسبب عمى التعرف على الوجوه عند تلفها (خاصة عندما يحدث الضرر على كلا الجانبين). وقد أدى هذا الدليل إلى اهتمام خاص بهذه المنطقة ويشار إليها أحيانًا باسم باحة الوجه المغزلي (FFA) لهذا السبب.
من المهم ملاحظة أنه بينما تستجيب مناطق معينة من الدماغ بشكل انتقائي للوجوه، فإن معالجة الوجه تتضمن العديد من الشبكات العصبية التي تشمل أنظمة المعالجة البصرية والعاطفية. على سبيل المثال، يُظهر مرضى عمى التعرف على الوجوه دعمًا عصبيًا نفسيًا لآلية متخصصة في إدراك الوجه، حيث يعاني هؤلاء الأشخاص (بسبب تلف الدماغ) من عجز في إدراك الوجه، لكن إدراكهم المعرفي للأشياء يظل سليمًا. ويوفر تأثير انعكاس الوجه [الإنجليزية] دعمًا سلوكيًا لآلية متخصصة حيث يميل الأشخاص إلى حدوث عجز أكبر في أداء المهام عندما يُطلب منهم التفاعل مع وجه مقلوب مقارنةً بجسم مقلوب.[بحاجة لمصدر]
يأتي الدعم الفيزيولوجي الكهربي من اكتشاف أن استجابات N170 وM170 تميل إلى أن تكون خاصة بالوجه. أظهرت دراسات التصوير العصبي، مثل دراسات التصوير المقطعي بالإصدار البوزيتروني والتصوير بالرنين المغناطيسي الوظيفي، دعمًا لآلية معالجة الوجه المتخصصة، حيث حددت مناطق التلفيف المغزلي التي لها نشاط أعلى أثناء مهام إدراك الوجه مقارنة بمهام الإدراك البصري الأخرى. وجاءت النظريات حول العمليات المتعلقة بإدراك الوجه للبالغين إلى حد كبير من مصدرين: البحث عن إدراك الوجه الطبيعي للبالغين ودراسة الضعف في إدراك الوجه الناتج عن تلف الدماغ أو مرض عصبي. والأوهام البصرية الجديدة مثل تأثير تشويه الوجه الوامض [الإنجليزية]، حيث تتفوق الظواهر [الإنجليزية] العلمية على النظرية العصبية، والتي توفر أيضًا مجالات للبحث.

### القدرة على تمييز الوجوه من الأشياء الأخرى
لقد وجدت العديد من الدراسات أن الأطفال الرضع يعطون اهتمامًا تفضيليًا للوجوه في مجالهم البصري، مما يشير إلى أنهم يستطيعون تمييز الوجوه من الأشياء الأخرى.
- في حين أن الأطفال حديثي الولادة غالبًا ما يُظهرون اهتمامًا خاصًا بالوجوه عند عمر ثلاثة أشهر تقريبًا، فإن هذا التفضيل يختفي ببطء، ويعاود الظهور في وقت متأخر خلال السنة الأولى، ثم ينخفض ببطء مرة أخرى خلال العامين القادمين.[10]
- في حين أن الأطفال حديثي الولادة يظهرون تفضيلًا للوجوه مع تقدمهم في السن (تحديدًا بين شهر وأربعة أشهر من العمر)، إلا أن هذا الاهتمام قد يكون غير متسق.[11]
- يشير الأطفال الرضع الذين يديرون رؤوسهم نحو الوجوه أو الصور الشبيهة بالوجه إلى قدرات بدائية في معالجة الوجه.[12][13]
- من المحتمل أن يتأثر ظهور الاهتمام بالوجوه من جديد في عمر الثلاثة أشهر بقدرات الطفل الحركية.[14][15]

### القدرة على اكتشاف المشاعر

أمثلة على المشاعر المختلفة

في عمر سبعة أشهر تقريبًا، يُظهر الأطفال القدرة على تمييز الوجوه عن طريق العاطفة. ومع ذلك، فمن غير الواضح ما إذا كانوا قد طوروا التعرف على المشاعر بشكل كامل. ويختلف تمييز الاختلافات البصرية في تعبيرات الوجه عن فهم تكافؤ عاطفة معينة.
- يبدو أن الأطفال في عمر سبعة أشهر قادرون على ربط المؤثرات العاطفية بتعبيرات الوجه. عندما يتم تقديمهم بوجه سعيد أو غاضب، متبوعًا بكلمة محايدة عاطفيًا تُقرأ بنبرة سعيدة أو غاضبة، فإن احتمالاتهم المتعلقة بالحدث تتبع أنماطًا مختلفة. تنتج الوجوه السعيدة التي تتبعها نغمات صوتية غاضبة تغييرات أكثر من الاقترانات غير المتوافقة الأخرى، في حين لم يكن هناك فرق بين الاقترانات المتطابقة السعيدة والغاضبة. ويعني رد الفعل الأكبر أن الأطفال لديهم توقعات أكبر بنبرة صوت سعيدة بعد رؤية وجه سعيد مقارنة بنبرة غاضبة تتبع وجهًا غاضبًا. [16]
- بحلول عمر سبعة أشهر، يستطيع الأطفال التعرف على تعبيرات الوجه الغاضب أو الخائف، ربما بسبب طبيعة التهديد البارزة للعاطفة. وعلى الرغم من هذه القدرة، فإن الأطفال حديثي الولادة لا يدركون بعد المحتوى العاطفي المشفر في تعبيرات الوجه.[17]
- يمكن للأطفال الرضع فهم تعبيرات الوجه كإشارات اجتماعية تمثل مشاعر الآخرين قبل أن يبلغوا عامهم الأول. يُظهر الأطفال البالغون من العمر سبعة أشهر مكونات مركزية سلبية أكبر في الوجوه الغاضبة التي تنظر إليهم مباشرة أكثر من أي مكان آخر، على الرغم من أن نظرة الوجوه الخائفة لا تنتج أي فرق. بالإضافة إلى ذلك، يتم إثارة اثنين من الاحتمالات المرتبطة بالحدث [الإنجليزية] في الجزء الخلفي من الدماغ بشكل مختلف من خلال التعبيرين السلبيين اللذين تم اختبارهما. تشير هذه النتائج إلى أن الأطفال في هذا العمر يمكنهم أن يفهموا جزئيًا المستوى الأعلى من التهديد الناتج عن الغضب الموجه إليهم.[18]
- الأطفال بعمر خمسة أشهر، عندما يُعرض عليهم صورة تعبير خائف وتعبير سعيد، يُظهرون الاحتمالات مماثلة مرتبطة بالحدث لكليهما. ومع ذلك، عندما يعطى الأطفال الذين يبلغون من العمر سبعة أشهر نفس العلاج، فإنهم يركزون أكثر على الوجه الخائف. تشير هذه النتيجة إلى زيادة التركيز المعرفي تجاه الخوف الذي يعكس طبيعة التهديد البارزة للعاطفة.[19] ويعتبر الأطفال في عمر سبعة أشهر الوجوه السعيدة والحزينة بمثابة فئات عاطفية مختلفة.[20]
- بحلول الشهر السابع، يصبح الأطفال قادرين على استخدام تعابير الوجه لفهم سلوك الآخرين. يتطلع الأطفال بعمر سبعة أشهر إلى استخدام إشارات الوجه لفهم دوافع الأشخاص الآخرين في المواقف الغامضة.[21] عندما يتعرض الأطفال الرضع للوجوه، فإن ذلك يختلف اعتمادًا على عوامل بما في ذلك تعبيرات الوجه واتجاه نظر العين.[20][18]
- من المحتمل أن تلعب العواطف دورًا كبيرًا في تفاعلاتهم الاجتماعية. يؤثر إدراك المشاعر الإيجابية أو السلبية [الإنجليزية]على الوجه على الطريقة التي يدرك بها الفرد ذلك الوجه ويعالجه. يفهم الوجه الذي يُنظر إليه على أنه يحمل مشاعر سلبية بطريقة أقل شمولية من الوجه الذي يُظهر مشاعر إيجابية.[22]
- في حين وُجد أن الأطفال في عمر سبعة أشهر يركزون أكثر على الوجوه الخائفة، فقد وجدت دراسة أن "التعبيرات السعيدة تثير إثارة متعاطفة معززة عند الرضع" سواء عندما تظهر تعبيرات الوجه بشكل لا شعوري أو بطريقة يكون فيها الرضع مدركين بوعي للمحفزات.[23]

### القدرة على التعرف على الوجوه المألوفة
ليس من الواضح متى يطور البشر القدرة على التعرف على الوجوه المألوفة. وقد تتباين نتائج الدراسات، وقد تعتمد على عوامل متعددة (مثل التعرض المستمر لوجوه معينة خلال فترة زمنية معينة).
- تعد الخبرة الإدراكية المبكرة أمرًا بالغ الأهمية لتطوير الإدراك البصري للبالغين، بما في ذلك القدرة على التعرف على الأشخاص المألوفين وفهم تعبيرات الوجه. القدرة على التمييز بين الوجوه، مثل اللغة، يبدو أن لديه إمكانات واسعة في الحياة المبكرة والتي تتلخص في أنواع الوجوه التي عاشتها في الحياة المبكرة.[24]
- تتشابه الركائز العصبية لإدراك الوجه عند الرضع مع تلك الموجودة لدى البالغين، لكن حدود تقنية التصوير الآمن للأطفال حاليًا تحجب معلومات محددة من المناطق مثل اللوزة الدماغية، التي تنشط في إدراك الوجه لدى البالغين.
- من المحتمل أن يقوم البالغون الأصحاء بمعالجة الوجوه عبر مسار شبكي.[25]
- يمكن للأطفال الرضع التمييز بين وجوه قرود المكاك في عمر ستة أشهر، ولكن دون التعرض المستمر، لا يمكنهم القيام بذلك في عمر تسعة أشهر. ولكن إذا عُرضت عليهم صور لقرود المكاك خلال فترة الثلاثة أشهر هذه، فمن المرجح أن يحتفظوا بهذه القدرة.[26]
- الوجوه "تنقل ثروة من المعلومات التي نستخدمها لتوجيه تفاعلاتنا الاجتماعية".[27] ووجدوا أيضًا أن الآليات العصبية المسؤولة عن التعرف على الوجوه تكون موجودة في سن الخامسة. وإن عملية معالجة الوجوه لدى الأطفال تشبه تلك التي يقوم بها البالغون، لكن البالغين يتعاملون مع الوجوه بشكل أكثر كفاءة. قد يكون ذلك بسبب التقدم في الذاكرة والأداء المعرفي.[27]
- ازدياد الاهتمام بالعالم الاجتماعي من خلال التفاعل مع البيئة المادية.[28]

### القدرة على "تقليد" الوجوه
من المواضيع المثيرة للجدل بشكل شائع هو العمر الذي يمكننا فيه تقليد تعابير الوجه.
- يستطيع الأطفال الذين لا تتجاوز أعمارهم يومين تقليد شخص بالغ، ويكونون قادرين على ملاحظة التفاصيل مثل شكل الفم والعين بالإضافة إلى تحريك عضلاتهم لإنتاج أنماط مماثلة.[29]
- ومع ذلك، فإن فكرة أن الأطفال الذين تقل أعمارهم عن عامين يمكنهم تقليد تعابير الوجه كانت محل خلاف من قبل سوزان س. جونز، التي اعتقدت أن الرضع غير مدركين للمحتوى العاطفي المشفر في تعبيرات الوجه، ووجدت أيضًا أنهم غير قادرين على تقليد تعبيرات الوجه حتى عامهم الثاني. ووجدت أيضًا أن التقليد ظهر في أعمار مختلفة.[30]